# الكسندر إليس
الكسندر إليس (بالإنجليزية: Alexander Ellis)‏ هو دبلوماسي بريطاني، ولد في 5 يونيو 1967 في لندن في المملكة المتحدة.